# イシオロ (カウンティ)
イシオロ（スワヒリ語: Wilaya ya Isiolo、英語: Isiolo County）はケニアの東部州中部のカウンティ。
中心都市はイシオロ。
2009年の人口は14万3294人。
ケニア・ビジョン2030の最初の対象カウンティである。

## 人口
- 1979年8月24日：4万3478人
- 1989年8月24日：7万78人
- 1999年8月24日：10万861人
- 2009年8月24日：14万3294人[1]

## 隣接カウンティ
- 北：マルサビット
- 北東：ワジール
- 東：ガリッサ
- 南東：タナ川
- 南西：メルー
- 西：ライキピア
- 北西：サンブル

## 地理
乾燥～半乾燥の低地が広がる。
エワソ・ンギロ川が流れる。

## 指標
| カウンティ       | 割合 |
| ---------------- | ---- |
| 都市化率         | 43.5 |
| 識字率           | 59.8 |
| 15～18歳の識字率 | 58.4 |
| 道路舗装率       | 0.2  |
| 良好道路率       | 67.5 |
| 電力普及率       | 18.5 |
| 貧困率           | 72.6 |

 Source: USAid Kenya